# Raveniola xizangensis
Raveniola xizangensis là một loài nhện trong họ Nemesiidae.
Raveniola xizangensis được miêu tả năm 1987 bởi Hu & Li.